# 乐山专区
乐山专区，中国专区名。1950年1月设置，属川南行署區。专署驻地乐山县，下辖九县：乐山县、井研县、峨眉县、犍为县、峨边县、沐川县、马边县、雷波县、屏山县。1951年，从犍为县析置五通桥市（今乐山市五通桥区前身）。1952年，乐山专区属四川省。1953年，撤消眉山专区，辖县划入乐山专区和温江专区。1958年，内江专区的仁寿县划入。1968年，乐山专区改为乐山地区。